# Oak Creek (Colorado)
Pour les articles homonymes, voir Oak Creek.
Oak Creek est une ville américaine située dans le comté de Routt dans le Colorado.
La ville doit son nom aux chênes (oak en anglais) de la région, des quercus gambelii.

## Démographie
| 1910 | 1920 | 1930  | 1940  | 1950  | 1960 |
| ---- | ---- | ----- | ----- | ----- | ---- |
| 222  | 967  | 1 211 | 1 769 | 1 488 | 666  |

| 1970 | 1980 | 1990 | 2000 | 2010 | - |
| ---- | ---- | ---- | ---- | ---- | - |
| 492  | 929  | 673  | 849  | 884  | - |

Selon le recensement de 2010, Oak Creek compte 884 habitants. La municipalité s'étend sur 0,34 milles carrés (0,88 km2).